# Pratt & Whitney F135
El Pratt & Whitney F135 és un motor de reacció de tipus turboventilador amb postcremador desenvolupat pel caça polivalent monomotor Lockheed Martin F-35 Lightning II. La família del F135 consta de diferents variants, incloent una d'empenta cap enrere convencional, i una variant multicicle amb capacitat STOVL que incorpora un ventilador davanter d'elevació. Els primers motors de producció estava previst que foren entregats a l'any 2009.

## Variants
- F135-PW-100 : Usat al F-35A, variant d'enlairament i aterratge convencionals.
- F135-PW-400 : Usat al F-35C, variant embarcada.
- F135-PW-600 : Usat al F-35B, variant d'enlairament curt i aterratge vertical (STOVL per les seves sigles en anglès).

## Especificacions[2]

### Característiques generals
- Tipus: Turboventilador
- Longitud: 5,5 m
- Diàmetre: 1,29 m
- Pes en sec: 1700 kg

### Components
- Compressor de baixa (LPC): 3 etapes
- Compressor d'alta (HPC): 6 etapes
- Turbina d'alta (HPT): 2 etapes
- Turbina de baixa (LPT): 2 etapes

### Rendiment
- Embranzida: 191,35 kN (30.000lbf) amb postcremador / 110 kN (25.000 lbf) sense
- Consum específic: 322,8 Kg/kNh amb postcremador
- Ràtio impuls-pes: aproximadament 10:1
- Relació consum a potència: 
  - 1:0.59 amb postcremador

### Desenvolupaments relacionats
- Pratt & Whitney F119

### Motors similars
- Eurojet EJ200
- Snecma M88
- General Electric F110
- General Electric F404
- General Electric F414
- Pratt & Whitney F100
- Pratt & Whitney F119
- Klimov RD-33
- Saturn AL-31
- Guizhou WS-13
- Shenyang WS-10